# La Hita Bigordana
La Hita Bigordana (francès Lafitte-Vigordane) és un municipi francès, situat a la regió d'Occitània, departament de l'Alta Garona.